# ResearchGate
ResearchGate is een sociaalnetwerksite voor wetenschappers en onderzoekers om informatie te delen, vragen te stellen en te beantwoorden en samenwerkingspartners te vinden.

## Geschiedenis
ResearchGate werd in 2008 opgericht door de viroloog en informaticus Ijad Madisch. Het begon in Boston, maar het bedrijf verhuisde later naar Berlijn. In 2009 begon het bedrijf een samenwerkingsverband met Seeding Labs om derdewereldlanden overtollige lab-apparatuur uit de Verenigde Staten te geven.
Volgens The New York Times begon de website heel eenvoudig en is deze verder ontwikkeld met behulp van de bijdragen van wetenschappers.
Van 2009 tot 2011 groeide het aantal gebruikers van de site van 25.000 tot meer dan 1 miljoen. Het bedrijf groeide van 12 medewerkers in 2011 tot 120 in 2014.

## Kenmerken
The New York Times beschreef het netwerk als een mengeling van Facebook, Twitter en LinkedIn. Het heeft veel van de functies die typisch zijn voor sociale netwerken op internet, zoals gebruikersprofielen, berichten die openbaar of privé kunnen zijn, en methoden voor het vinden van andere gebruikers met dezelfde interesses. Het verschilt van andere sociale netwerken omdat het is ontworpen voor onderzoekers en wetenschappers. Je kunt andere onderzoekers met gelijke belangstelling "volgen". ResearchGate brengt onderzoekers met door hen zelf aangegeven interesses samen bijvoorbeeld in vraag-antwoord rubrieken die themagebonden zijn. Er zijn ook privé chatrooms waar wetenschappers gegevens kunnen delen, gedeelde documenten bewerken, of discussiëren over vertrouwelijke onderwerpen.
In 2013 had het 2,6 miljoen gebruikers, waarvan de meesten stammen uit de geneeskunde of biologie, maar er zijn ook deelnemers uit onder meer de techniek, informatica en agrarische wetenschappen. Deelnemers kunnen een hogere "RG-score" krijgen en daarmee hun "wetenschappelijke reputatie" versterken door het verstrekken van antwoorden op de vragen van anderen en door gegevens aan te leveren.
Leden worden aangemoedigd om ruwe data en mislukte experimenten te delen. ResearchGate vraagt geen geld.

## Invloed
Vanaf 2009 speelde ResearchGate volgens Bloomberg Businessweek een steeds grotere rol bij het bevorderen van innovatie in ontwikkelingslanden doordat het wetenschappers uit die landen in contact bracht met hun collega's in de geïndustrialiseerde landen. Volgens BusinessWeek was de website vooral populair geworden vanwege zijn gebruiksgemak. ResearchGate was betrokken bij opmerkelijke samenwerkingen tussen wetenschappers uit verschillende landen die tot nieuwe inhoudelijke ontwikkelingen leidden.

## Kritiek
ResearchGate is bekritiseerd omdat het bedrijf ongevraagde e-mails stuurde aan medeauteurs van haar gebruikers. Deze e-mails lijken geschreven te zijn door de gebruiker, maar ze worden automatisch verzonden. Verder is niet duidelijk hoe de zogenaamde "RG score" is berekend. Ook is het erg lastig om informatie uit ResearchGate te krijgen, de export mogelijkheden zijn zeer beperkt. Ten slotte riep de site impliciet op artikelen via deze site aan te bieden en daarmee respecteerde ze het copyright niet. Op enig moment is ResearchGate gebruikers gaan vragen  nadrukkelijk aan te geven of ze de rechten van de tekst hebben.

## Financiering
Het bedrijf werd aanvankelijk betaald door venture capital firma Benchmark, met bijdragen van beleggers zoals Joachim Schoss, oprichter van de Duitse portaalsite 24Scout. Benchmark partner Matt Cohler werd lid van de raad van bestuur en nam de beslissing om te verhuizen naar Berlijn.
Vanaf februari 2012 was de financier Peter Thiel's Founders Fund, en na 4 juni 2013 waren financiers als Bill Gates bij ResearchGate betrokken.